# Ylä-Koirus
Ylä-Koirus är en sjö i kommunerna Leppävirta och Suonenjoki i landskapet Norra Savolax i Finland. Sjön ligger 96,4 meter över havet. Den är 29 meter djup. Arean är 4,27 kvadratkilometer och strandlinjen är 43,15 kilometer lång. Sjön  ingår i Vuoksens huvudavrinningsområde.   Den ligger omkring 32 kilometer söder om Kuopio och omkring 300 kilometer nordöst om Helsingfors. 
I sjön finns öarna Teretinsaaret, Tuohisaari, Saarenkanta, Jänissaaret och Kumpusaari. 